# Willem Pijper
Willem Frederik Johannes Pijper (født 8. september 1894 i Zeist – død 18. februar 1947 i Utrecht, Holland) var en hollandsk klassisk komponist, som dominerede musikken i Holland i det 20 århundrede.
Pijper har skrevet tre symfonier, en klaverkoncert, en violinkoncert, en cello koncert og flere orkesterværker og strygekvartetter.
Pijper var i starten inspireret af fransk musik, primært Claude Debussy, indtil han fandt sit eget tonessprog i from af en "Pijper Skala", en heltone skala bestående af tre og fire tone motiver, uden at vide at skalaen var af gammel russisk oprindelse.
Pijper var den første hollænder i nyere musik af betydning, og hans stil blev mere og mere personlig gennem årene.

## Udvalgte værker
- Symfoni nr. 1 "Pan" (1917) - for orkester
- Symfoni nr. 2 (1921) - for orkester
- Symfoni nr. 3 (1926) - for orkester
- Violinkoncert (1940) - for violin og orkester
- Cellokoncert. (1936/1947) - for cello og orkester
- 6 Adagioer (1940) - for cello, violin og orkester
- 6 symfoniske epigrammer (1928) - for orkester
- Klaverkoncert (1927) - for klaver og orkester
- Halewijn (opera) (1933) - opera
- 6 strygekvartetter (1940-1946)